# NGC 4436
NGC 4436 (również PGC 40903 lub UGC 7573) – galaktyka soczewkowata (S0), znajdująca się w gwiazdozbiorze Panny. Odkrył ją William Herschel 17 kwietnia 1784 roku. Należy do Gromady w Pannie.